# ایخ بوگد
ایخ بوگد (به لاتین: Ikh Bogd) یک کوه است که در مغولستان واقع شده‌است. ایخ بوگد ۳٬۹۵۷ متر بالاتر از سطح دریا واقع شده‌است.